# Louis Caldera

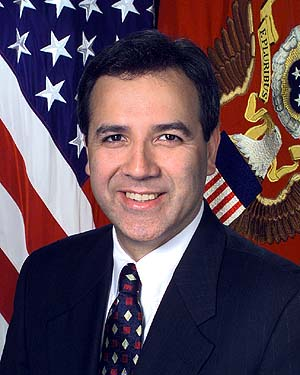
Louis Caldera

Louis Edward Caldera (* 1. April 1956 in El Paso, Texas) ist ein US-amerikanischer Politiker (Demokratische Partei). Von 1998 bis 2001 war er der 17. Heeresstaatssekretär der Vereinigten Staaten. In der Regierung von Präsident Barack Obama wurde er Direktor des White House Military Office, trat jedoch von diesem Amt am 8. Mai 2009 zurück.

## Studium und berufliche Laufbahn
Der Sohn mexikanischer Einwanderer trat in den Militärdienst der US Army ein und absolvierte zunächst ein Studium an der Militärakademie in West Point, das er 1978 mit einem Bachelor of Science abschloss.
Nach einer anschließenden fünfjährigen Militärdienstzeit und der abschließenden Beförderung zum Captain in Fort Dix (New Jersey) studierte er Wirtschaftserziehung (Business Education) sowie Rechtswissenschaften an der Harvard University. Diese beiden Studiengänge schloss er 1987 mit einem MBA sowie einem Juris Doctor ab. An der Universität lernte er auch seine Frau Eva Orlebeke Caldera kennen. Aus der Ehe gingen drei Töchter hervor.
Nach der anwaltlichen Zulassung war er von 1987 bis 1991 als Rechtsanwalt tätig. Anschließend war er zwei Jahre Stellvertretender Justiziar (Deputy Counsel) des Los Angeles County.
Nach seinem Ausscheiden der Regierung Präsident Clintons aus dem Amt wurde er zunächst Verwaltungsleiter (Vice Chancellor) der California State University. Danach war er von August 2003 bis zu seinem Rücktritt im Januar 2006 Präsident der University of New Mexico (UNM). Seitdem ist er Professor für Rechtswissenschaften an der Law School der UNM für die Fächer Corporate Governance, Wahlrecht und Parlamentsrecht.

## Aufsichtsratpositionen
Caldera war von 2002 an Mitglied des Aufsichtsrats der IndyMac Bank und verblieb auf diesem Posten, bis die Bank im Juli 2008 von der Regierung der Vereinigten Staaten übernommen wurde.
Caldera war auch im Aufsichtsrat der Southwest Airlines. Er gab diesen Posten zum 15. Januar 2009 auf, um in das Amt des Direktors des White House Military Office zu wechseln.

## Politische Laufbahn
Caldera begann seine politische Laufbahn 1992 mit der Wahl zum Abgeordneten der California State Assembly. Dort vertrat er bis 1997 als Demokrat den 46. Wahlbezirk seines Staates, ein Gebiet mit 400.000 Einwohnern im Zentrum von Los Angeles. Während dieser Zeit war er auch Vorsitzender des Banken- und Finanzausschusses, des Steuern- und Abgabenausschusses sowie des Haushaltsausschusses.
Noch vor dem Ende seiner dritten Amtszeit wechselte er 1997 nach Washington, wo er Verwaltungsdirektor und Chief Operating Officer (COO) des inländischen Programms Corporation for National and Community Service wurde. Am 22. Mai 1998 berief ihn Präsident Bill Clinton zum Secretary of the Army. Er wurde am 2. Juli vereidigt und übte das Amt bis zum Ende von Clintons Amtszeit am 20. Januar 2001 aus.
In der Regierung von Barack Obama bekleidete Caldera ab Januar 2009 das Amt des Direktors des White House Military Office. In dieser Eigenschaft genehmigte Caldera einen am 27. April durchgeführten Flug in niedriger Höhe über New York City und angrenzende Gebiete in New Jersey von einer Boeing VC-25, die als Air Force One fliegt, wenn der Präsident an Bord ist, um Fotografien des Flugzeuges zu PR-Zwecken anzufertigen.
Zwar wurden die Federal Aviation Administration und einige ausgewählte Behörden von dem Fotoflug vorab informiert, vor der Öffentlichkeit wurde die Mission jedoch geheim gehalten. Der Überflug verursachte in der Stadt Panik und Furcht vor einem Terrorakt – Tausende verließen überstürzt ihre Arbeitsplätze. Es stellte sich heraus, dass sowohl New Yorks Bürgermeister Michael Bloomberg als auch Präsident Obama von der Mission erst durch die Berichterstattung in der Presse erfuhren.
Der Zwischenfall führte zu heftiger an Caldera gerichtete Kritik. Nach einer von Deputy White House Chief of Staff Jim Messina angeordneten Untersuchung trat Caldera am 8. Mai von seinem Amt zurück.